# 1 000 kilomètres d'Okayama 2009
Navigation
Édition suivante

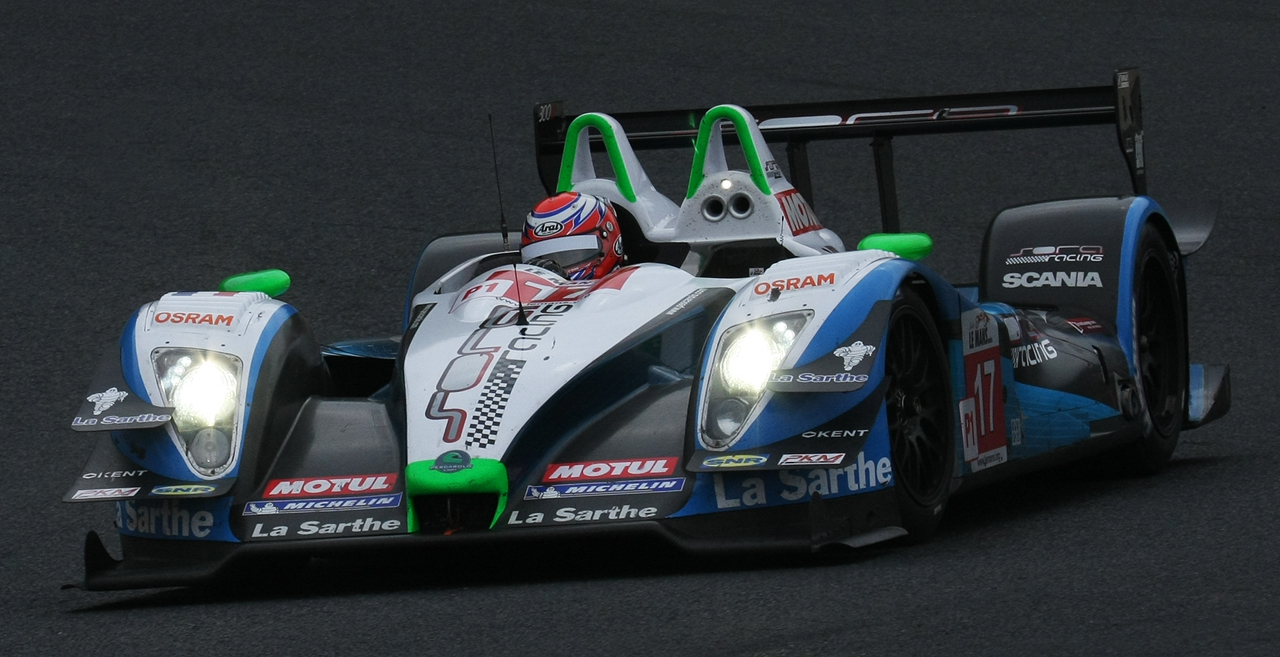
La Pescarolo Sora Racing vainqueur de la première course

Les 1000 km d'Okayama 2009 ont inauguré le championnat Asian Le Mans Series créé par l'Automobile Club de l'Ouest. Cette course a lieu sur le circuit international d'Okayama et se dispute en deux manches de 500 km les 30 octobre 2009 et 1er novembre 2009. Lors de ce même week-end, se déroule aussi sur ce circuit une épreuve du WTCC 2009.
Les vainqueurs de chaque catégorie reçoivent une invitation automatique pour les 24 Heures du Mans 2010.
Une seconde épreuve était prévue sur le Circuit international de Shanghai les 7 et 8 novembre mais elle a été annulée pour des raisons économiques.

## Résultats
Voici le classement officiel au terme de la course.
- Les vainqueurs de chaque catégorie sont signalés par un fond jauni.
- Pour la colonne Pneus, il faut passer le curseur au-dessus du modèle pour connaître le manufacturier de pneumatiques.

### Course N°1
| Pos    | Cat  | N°  | Équipe                       | Pilotes                                          | Châssis                           | Pneus | Tours |
| Pos    | Cat  | N°  | Équipe                       | Pilotes                                          | Moteur                            | Pneus | Tours |
| ------ | ---- | --- | ---------------------------- | ------------------------------------------------ | --------------------------------- | ----- | ----- |
| 1      | LMP1 | 17  | Sora Racing                  | Christophe Tinseau Shinji Nakano                 | Pescarolo 01                      | M     | 126   |
| 1      | LMP1 | 17  | Sora Racing                  | Christophe Tinseau Shinji Nakano                 | Judd GV5.5 S2 5.5 L V10           | M     | 126   |
| 2      | LMP1 | 10  | Team Oreca Matmut AIM        | Nicolas Lapierre Loïc Duval                      | Oreca 01                          | M     | 126   |
| 2      | LMP1 | 10  | Team Oreca Matmut AIM        | Nicolas Lapierre Loïc Duval                      | AIM YS5.5 5.5 L V10               | M     | 126   |
| 3      | LMP1 | 15  | Team Kolles                  | Christian Bakkerud Oliver Jarvis                 | Audi R10 TDI                      | M     | 125   |
| 3      | LMP1 | 15  | Team Kolles                  | Christian Bakkerud Oliver Jarvis                 | Audi TDI 5.5 L Turbo V12 (Diesel) | M     | 125   |
| 4      | LMP1 | 007 | Aston Martin Racing          | Harold Primat Stefan Mücke                       | Lola-Aston Martin B09/60          | M     | 124   |
| 4      | LMP1 | 007 | Aston Martin Racing          | Harold Primat Stefan Mücke                       | Aston Martin 6.0 L V12            | M     | 124   |
| 5      | LMP1 | 14  | Team Kolles                  | Christijan Albers Matteo Cressoni Hideki Noda    | Audi R10 TDI                      | M     | 122   |
| 5      | LMP1 | 14  | Team Kolles                  | Christijan Albers Matteo Cressoni Hideki Noda    | Audi TDI 5.5 L Turbo V12 (Diesel) | M     | 122   |
| 6      | LMP1 | 87  | Drayson Racing               | Paul Drayson Jonny Cocker                        | Lola B09/60                       | M     | 121   |
| 6      | LMP1 | 87  | Drayson Racing               | Paul Drayson Jonny Cocker                        | Judd GV5.5 S2 5.5 L V10           | M     | 121   |
| 7      | LMP2 | 24  | OAK Racing Team Mazda France | Jacques Nicolet Matthieu Lahaye Richard Hein     | Pescarolo 01                      | D     | 116   |
| 7      | LMP2 | 24  | OAK Racing Team Mazda France | Jacques Nicolet Matthieu Lahaye Richard Hein     | Mazda MZR-R 2.0 L Turbo I4        | D     | 116   |
| 8      | LMP2 | 28  | Ibañez Racing Service        | José Ibañez Damien Toullemonde Frédéric Da Rocha | Courage LC75                      | D     | 116   |
| 8      | LMP2 | 28  | Ibañez Racing Service        | José Ibañez Damien Toullemonde Frédéric Da Rocha | AER P07 2.0 L Turbo I4            | D     | 116   |
| 9      | LMP1 | 11  | Tōkai University YGK Power   | Shogo Mitsuyama Shigekazu Wakisaka               | Courage-Oreca LC70                | Y     | 115   |
| 9      | LMP1 | 11  | Tōkai University YGK Power   | Shogo Mitsuyama Shigekazu Wakisaka               | YGK YR40T 4.0 L Turbo V8          | Y     | 115   |
| 10     | GT1  | 69  | JLOC                         | Atsushi Yogo Hiroyuki Iiri                       | Lamborghini Murciélago R-GT       | Y     | 113   |
| 10     | GT1  | 69  | JLOC                         | Atsushi Yogo Hiroyuki Iiri                       | Lamborghini 6.0 L V12             | Y     | 113   |
| 11     | GT2  | 92  | BMW Rahal Letterman Racing   | Tom Milner Jr. Dirk Müller                       | BMW M3 GT2 (E92)                  | D     | 113   |
| 11     | GT2  | 92  | BMW Rahal Letterman Racing   | Tom Milner Jr. Dirk Müller                       | BMW 4.0 L V8                      | D     | 113   |
| 12     | GT2  | 77  | Team Felbermayr-Proton       | Marc Lieb Wolf Henzler                           | Porsche 911 GT3 RSR (997)         | M     | 113   |
| 12     | GT2  | 77  | Team Felbermayr-Proton       | Marc Lieb Wolf Henzler                           | Porsche 4.0 L Flat-6              | M     | 113   |
| 13     | GT1  | 61  | Hitotsuyama Team Nova        | Akihiro Tsuzuki Takeshi Tsuchiya                 | Aston Martin DBR9                 | Y     | 113   |
| 13     | GT1  | 61  | Hitotsuyama Team Nova        | Akihiro Tsuzuki Takeshi Tsuchiya                 | Aston Martin 6.0 L V12            | Y     | 113   |
| 14     | GT2  | 89  | Hankook Team Farnbacher      | Dominik Farnbacher Allan Simonsen                | Ferrari F430 GTC                  | H     | 113   |
| 14     | GT2  | 89  | Hankook Team Farnbacher      | Dominik Farnbacher Allan Simonsen                | Ferrari 4.0 L V8                  | H     | 113   |
| 15     | GT2  | 88  | Team Felbermayr-Proton       | Christian Ried Marco Holzer                      | Porsche 911 GT3 RSR (997)         | M     | 112   |
| 15     | GT2  | 88  | Team Felbermayr-Proton       | Christian Ried Marco Holzer                      | Porsche 4.0 L Flat-6              | M     | 112   |
| 16     | GT2  | 85  | JimGainer Racing             | Tetsuya Tanaka Katsuyuki Hiranaka                | Ferrari F430 GTC                  | Y     | 112   |
| 16     | GT2  | 85  | JimGainer Racing             | Tetsuya Tanaka Katsuyuki Hiranaka                | Ferrari 4.0 L V8                  | Y     | 112   |
| 17     | GT2  | 71  | Team Daishin                 | Takayuki Aoki Tomonobu Fujii                     | Ferrari F430 GTC                  | Y     | 111   |
| 17     | GT2  | 71  | Team Daishin                 | Takayuki Aoki Tomonobu Fujii                     | Ferrari 4.0 L V8                  | Y     | 111   |
| 18     | GT2  | 98  | Hankook KTR                  | Mitsuhiro Kinoshita Masami Kageyama              | Porsche 911 GT3 RSR (997)         | H     | 109   |
| 18     | GT2  | 98  | Hankook KTR                  | Mitsuhiro Kinoshita Masami Kageyama              | Porsche 3.8 L Flat-6              | H     | 109   |
| 19     | GT2  | 40  | Robertson Racing             | David Robertson Andrea Robertson David Murry     | Ford GT-R Mk. VII                 | D     | 108   |
| 19     | GT2  | 40  | Robertson Racing             | David Robertson Andrea Robertson David Murry     | Ford 5.0 L V8                     | D     | 108   |
| 20     | GT2  | 91  | Team Hong Kong Racing        | Philip Ma Jeffrey Lee Tomáš Enge                 | Aston Martin V8 Vantage GT2       | Y     | 107   |
| 20     | GT2  | 91  | Team Hong Kong Racing        | Philip Ma Jeffrey Lee Tomáš Enge                 | Aston Martin 4.5 L V8             | Y     | 107   |
| 21 DNF | GT1  | 50  | Larbre Compétition           | Roland Bervillé Stéphane Lémeret Carlo Van Dam   | Saleen S7-R                       | M     | 81    |
| 21 DNF | GT1  | 50  | Larbre Compétition           | Roland Bervillé Stéphane Lémeret Carlo Van Dam   | Ford 7.0 L V8                     | M     | 81    |
| 22 DNF | GT1  | 68  | JLOC                         | Koji Yamanishi Yuya Sakamoto                     | Lamborghini Murciélago R-GT       | Y     | 37    |
| 22 DNF | GT1  | 68  | JLOC                         | Koji Yamanishi Yuya Sakamoto                     | Lamborghini 6.0 L V12             | Y     | 37    |
| 23 DNF | GT2  | 81  | Scuderia Forme               | Tadakazu Kojima K. R. Hori Masao Kimura          | Porsche 911 GT3 RSR (997)         | Y     | 3     |
| 23 DNF | GT2  | 81  | Scuderia Forme               | Tadakazu Kojima K. R. Hori Masao Kimura          | Porsche 3.6 L Flat-6              | Y     | 3     |

### Course N°2

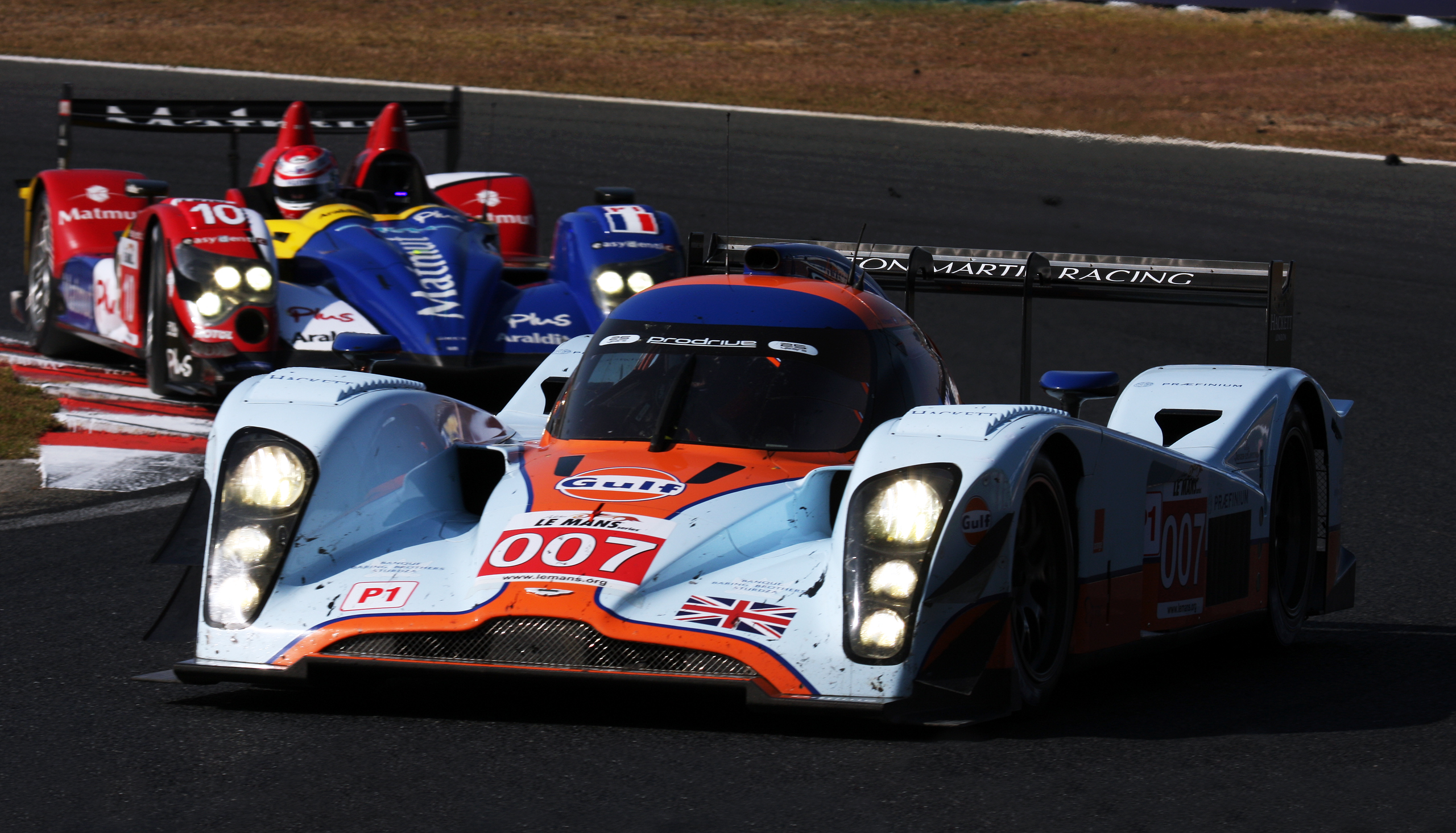
La Lola-Aston Martin B09/60 vainqueur de la seconde course

| Pos    | Cat  | N°  | Équipe                       | Pilotes                                          | Châssis                           | Pneus | Tours |
| Pos    | Cat  | N°  | Équipe                       | Pilotes                                          | Moteur                            | Pneus | Tours |
| ------ | ---- | --- | ---------------------------- | ------------------------------------------------ | --------------------------------- | ----- | ----- |
| 1      | LMP1 | 007 | Aston Martin Racing          | Harold Primat Stefan Mücke                       | Lola-Aston Martin B09/60          | M     | 128   |
| 1      | LMP1 | 007 | Aston Martin Racing          | Harold Primat Stefan Mücke                       | Aston Martin 6.0 L V12            | M     | 128   |
| 2      | LMP1 | 17  | Sora Racing                  | Christophe Tinseau Shinji Nakano                 | Pescarolo 01                      | M     | 128   |
| 2      | LMP1 | 17  | Sora Racing                  | Christophe Tinseau Shinji Nakano                 | Judd GV5.5 S2 5.5 L V10           | M     | 128   |
| 3      | LMP1 | 10  | Team Oreca Matmut AIM        | Nicolas Lapierre Loïc Duval                      | Oreca 01                          | M     | 128   |
| 3      | LMP1 | 10  | Team Oreca Matmut AIM        | Nicolas Lapierre Loïc Duval                      | AIM YS5.5 5.5 L V10               | M     | 128   |
| 4      | LMP1 | 87  | Drayson Racing               | Paul Drayson Jonny Cocker                        | Lola B09/60                       | M     | 127   |
| 4      | LMP1 | 87  | Drayson Racing               | Paul Drayson Jonny Cocker                        | Judd GV5.5 S2 5.5 L V10           | M     | 127   |
| 5      | LMP1 | 15  | Team Kolles                  | Christian Bakkerud Oliver Jarvis                 | Audi R10 TDI                      | M     | 127   |
| 5      | LMP1 | 15  | Team Kolles                  | Christian Bakkerud Oliver Jarvis                 | Audi TDI 5.5 L Turbo V12 (Diesel) | M     | 127   |
| 6      | LMP1 | 14  | Team Kolles                  | Christijan Albers Matteo Cressoni Hideki Noda    | Audi R10 TDI                      | M     | 125   |
| 6      | LMP1 | 14  | Team Kolles                  | Christijan Albers Matteo Cressoni Hideki Noda    | Audi TDI 5.5 L Turbo V12 (Diesel) | M     | 125   |
| 7      | LMP2 | 24  | OAK Racing Team Mazda France | Jacques Nicolet Matthieu Lahaye Richard Hein     | Pescarolo 01                      | D     | 118   |
| 7      | LMP2 | 24  | OAK Racing Team Mazda France | Jacques Nicolet Matthieu Lahaye Richard Hein     | Mazda MZR-R 2.0 L Turbo I4        | D     | 118   |
| 8      | GT1  | 61  | Hitotsuyama Team Nova        | Akihiro Tsuzuki Takeshi Tsuchiya                 | Aston Martin DBR9                 | Y     | 115   |
| 8      | GT1  | 61  | Hitotsuyama Team Nova        | Akihiro Tsuzuki Takeshi Tsuchiya                 | Aston Martin 6.0 L V12            | Y     | 115   |
| 9      | GT1  | 69  | JLOC                         | Atsushi Yogo Hiroyuki Iiri                       | Lamborghini Murciélago R-GT       | Y     | 114   |
| 9      | GT1  | 69  | JLOC                         | Atsushi Yogo Hiroyuki Iiri                       | Lamborghini 6.0 L V12             | Y     | 114   |
| 10     | GT1  | 50  | Larbre Compétition           | Roland Bervillé Stéphane Lémeret Carlo Van Dam   | Saleen S7-R                       | M     | 114   |
| 10     | GT1  | 50  | Larbre Compétition           | Roland Bervillé Stéphane Lémeret Carlo Van Dam   | Ford 7.0 L V8                     | M     | 114   |
| 11     | GT2  | 89  | Hankook Team Farnbacher      | Dominik Farnbacher Allan Simonsen                | Ferrari F430 GTC                  | H     | 114   |
| 11     | GT2  | 89  | Hankook Team Farnbacher      | Dominik Farnbacher Allan Simonsen                | Ferrari 4.0 L V8                  | H     | 114   |
| 12     | GT2  | 88  | Team Felbermayr-Proton       | Christian Ried Marco Holzer                      | Porsche 911 GT3 RSR (997)         | M     | 113   |
| 12     | GT2  | 88  | Team Felbermayr-Proton       | Christian Ried Marco Holzer                      | Porsche 4.0 L Flat-6              | M     | 113   |
| 13     | GT1  | 68  | JLOC                         | Koji Yamanishi Yuya Sakamoto                     | Lamborghini Murciélago R-GT       | Y     | 113   |
| 13     | GT1  | 68  | JLOC                         | Koji Yamanishi Yuya Sakamoto                     | Lamborghini 6.0 L V12             | Y     | 113   |
| 14     | GT2  | 71  | Team Daishin                 | Takayuki Aoki Tomonobu Fujii                     | Ferrari F430 GTC                  | Y     | 113   |
| 14     | GT2  | 71  | Team Daishin                 | Takayuki Aoki Tomonobu Fujii                     | Ferrari 4.0 L V8                  | Y     | 113   |
| 15     | GT2  | 98  | Hankook KTR                  | Mitsuhiro Kinoshita Masami Kageyama              | Porsche 911 GT3 RSR (997)         | H     | 112   |
| 15     | GT2  | 98  | Hankook KTR                  | Mitsuhiro Kinoshita Masami Kageyama              | Porsche 3.8 L Flat-6              | H     | 112   |
| 16     | GT2  | 92  | BMW Rahal Letterman Racing   | Tom Milner Jr. Dirk Müller                       | BMW M3 GT2 (E92)                  | D     | 110   |
| 16     | GT2  | 92  | BMW Rahal Letterman Racing   | Tom Milner Jr. Dirk Müller                       | BMW 4.0 L V8                      | D     | 110   |
| 17     | GT2  | 40  | Robertson Racing             | David Robertson Andrea Robertson David Murry     | Ford GT-R Mk. VII                 | D     | 105   |
| 17     | GT2  | 40  | Robertson Racing             | David Robertson Andrea Robertson David Murry     | Ford 5.0 L V8                     | D     | 105   |
| 18     | GT2  | 91  | Team Hong Kong Racing        | Philip Ma Jeffrey Lee Tomáš Enge                 | Aston Martin V8 Vantage GT2       | Y     | 93    |
| 18     | GT2  | 91  | Team Hong Kong Racing        | Philip Ma Jeffrey Lee Tomáš Enge                 | Aston Martin 4.5 L V8             | Y     | 93    |
| 19     | LMP2 | 28  | Ibañez Racing Service        | José Ibañez Damien Toullemonde Frédéric Da Rocha | Courage LC75                      | D     | 92    |
| 19     | LMP2 | 28  | Ibañez Racing Service        | José Ibañez Damien Toullemonde Frédéric Da Rocha | AER P07 2.0 L Turbo I4            | D     | 92    |
| 20 NC  | GT2  | 81  | Scuderia Forme               | Tadakazu Kojima K. R. Hori Masao Kimura          | Porsche 996 GT3-RSR               | Y     | 69    |
| 20 NC  | GT2  | 81  | Scuderia Forme               | Tadakazu Kojima K. R. Hori Masao Kimura          | Porsche 3.6 L Flat-6              | Y     | 69    |
| 21 DNF | GT2  | 85  | JimGainer Racing             | Tetsuya Tanaka Katsuyuki Hiranaka                | Ferrari F430 GTC                  | Y     | 62    |
| 21 DNF | GT2  | 85  | JimGainer Racing             | Tetsuya Tanaka Katsuyuki Hiranaka                | Ferrari 4.0 L V8                  | Y     | 62    |
| 22 DNF | GT2  | 77  | Team Felbermayr-Proton       | Marc Lieb Wolf Henzler                           | Porsche 911 GT3 RSR (997)         | M     | 13    |
| 22 DNF | GT2  | 77  | Team Felbermayr-Proton       | Marc Lieb Wolf Henzler                           | Porsche 4.0 L Flat-6              | M     | 13    |
| DNS    | LMP1 | 11  | Tōkai University YGK Power   | Shogo Mitsuyama Shigekazu Wakisaka               | Courage-Oreca LC70                | Y     | –     |
| DNS    | LMP1 | 11  | Tōkai University YGK Power   | Shogo Mitsuyama Shigekazu Wakisaka               | YGK YR40T 4.0 L Turbo V8          | Y     | –     |